# Kronvittne
Kronvittne är en person som får fördelar på grund av de uppgifter han eller hon lämnar om andras brott.:87 Det kan till exempel vara en person som gjort sig skyldig till brott och som mot löfte om straffbefrielse eller strafflindring vittnar mot medbrottslingar.
Förekomsten av kronvittnen varierar mellan länder; det förekommer bland annat i USA, Storbritannien, Danmark och Norge.

## I Sverige
Ett system med kronvittnen var aktuellt redan under 1980-talet.:2 Det har utretts i SOU 1986:14, där Fängelsestraffkommittén kom fram till att övervägande skäl talade emot ett sådant system och ingen remissinstans framförde en motsatt uppfattning.:87 Fängelsestraffkommittén menade att man inte kunde bortse från risken att dominerande brottslingar försökte skaffa sig fördelar genom lögner om andra svagare individer från vilka de inte hade så mycket att frukta.:87 Ytterligare en utredning SOU 2005:117 kom fram till att ett system med kronvittnen inte bör införas.:86 Utöver att bevisvärdet av uppgifter från ett kronvittne kunde ifrågasättas menade utredningen att det var svårt att bedöma effektivitetsvinsterna.:87
Riksåklagaren diskuterade frågan 1989 (mot bakgrund av 23 kap. 12 § och 18 § tredje stycket rättegångsbalken) att bestämmelsen är avsedd att garantera att de uppgifter som kommer fram vid ett förhör har lämnats av den hörde frivilligt och utan påtryckningar.:57 Bestämmelsen bygger också på tanken att det inte ska gå att förhandla sig till ett lindrigare straff.:57 Riksåklagaren förklarade att den svenska rättsordningen inte accepterade att den misstänkte på något sätt själv skulle kunna få tillfälle att disponera över åtalet.:57 Peter Borgström menade att godtaganden av förfaranden som "plea bargain" eller kronvittnen skulle strida bland annat mot den för polisens och åklagarnas verksamhet grundläggande officialprincipen, det vill säga att myndigheterna är skyldiga att beivra brott av egen kraft.:58 De skulle även strida mot "parternas bristande dispositionsrätt över processföremålet i en brottmålsrättegång" och mot den absoluta åtalsplikten i 20 kap. 6 § rättegångsbalken.:58
Sverigedemokraternas ledamöter Kent Ekeroth och Adam Marttinen motionerade i Sveriges riksdag 2015 för att införa ett kronvittnessystem.
Frågan debatterades offentligt mot slutet av 2010-talet. Lagrådet hade i februari 2022 flera invändningar, både gällande rättssäkerhet och tillämpning av en sådan lagstiftning, och avrådde därför från att införa kronvittnen i Sverige. Enligt lagrådet var det "ytterst tveksamt" om fördelarna skulle överväga nackdelarna. Regeringen Andersson valde att gå vidare med förslaget trots Lagrådets avrådan och förändringarna trädde i kraft 1 juli 2022.

## I Danmark
Danmark införde ett kronvittnessystem 2004.:44. Det bedöms ha haft en betydande roll i arbetet mot organiserad brottslighet, men bedöms inte vara förenligt med den svenska rättsordningen då effektivitetsvinsterna inte överväger de betänkligheter som kronvittnessystemet för med sig.

## I Norge
I Norge förekommer praxis att straffnedsättning sker för uppgifter som lämnas om andra, i vart fall när det rör allvarliga narkotikabrott.:88

## I Finland
Finland har (2005) i det senaste lagstiftningsärendet helt avvisat att införa ett system med kronvittnen.:88

## Argument för och emot
Motiven till att införa system med kronvittnen är effektivitetsmässiga, men det finns betydande risk att det sker på bekostnad av den enskildes rättssäkerhet och med omfattande risker för felaktiga utpekanden och bristfällig bevisvärdering.:2,44 Uppgifternas tvivelaktiga bevisvärde innebär att det går att ifrågasätta om ett system med kronvittnen verkligen märkbart ökar effektiviteten i brottsutredningarna.:88 Ytterligare en nackdel är att det öppnar för att den som begått ett brott kan förhandla ned straffet och inte tillmäts det straff som annars hade blivit fallet.